# Larissa Iapichino
Larissa Iapichino (ur. 18 lipca 2002 w Borgo San Lorenzo) – włoska lekkoatletka specjalizująca się w skoku w dal, medalistka halowych mistrzostw Europy w 2023 i 2025, halowa rekordzistka świata juniorów.
Zwyciężyła w skoku w dal na mistrzostwach Europy juniorów w 2019 w Borås. 20 lutego 2021 w Ankonie ustanowiła halowy rekord świata juniorów rezultatem 6,91 m. Zajęła 5. miejsce na halowych mistrzostwach Europy w 2021 w Toruniu. Zdobyła srebrny medal na halowych mistrzostwach Europy w 2023 w Stambule, przegrywając jedynie z Jazmin Sawyers z Wielkiej Brytanii, a wyprzedzając Ivanę Vuletę z Serbii, ustanawiając przy tym halowy rekord Włoch z wynikiem 6,97 m, w tym samym sezonie została również młodzieżową mistrzynią Europy. Zdobywczyni srebrnego medalu podczas mistrzostw Europy w 2024 w Rzymie, ulegając jedynie Malaice Mihambo z Niemiec, a wygrywając z Agatą de Sousą z Portugalii. W tym samym roku uplasowała się tuż za podium na igrzyskach olimpijskich w 2024 w Paryżu. Złota medalistka halowych mistrzostw Europy w 2025 w Apeldoorn.
Była mistrzynią Włoch w skoku w dal w latach 2020–2022, a w hali w 2021 i 2023. Jest aktualną (marzec 2024) halową rekordzistką Włoch w skoku w dal z rezultatem 6,97 m (5 marca 2023 w Stambule).

## Osiągnięcia
| Rok  | Impreza                                 | Miejsce   | Pozycja           | Wynik |
| ---- | --------------------------------------- | --------- | ----------------- | ----- |
| 2018 | Mistrzostwa Europy juniorów młodszych   | Győr      | 7. miejsce        | 6,12w |
| 2019 | Mistrzostwa Europy juniorów             | Borås     | 1. miejsce        | 6,58  |
| 2021 | Halowe mistrzostwa Europy               | Toruń     | 5. miejsce        | 6,59  |
| 2022 | Halowe mistrzostwa świata               | Belgrad   | 10. miejsce       | 6,57  |
| 2022 | Mistrzostwa świata                      | Eugene    | el. – 14. miejsce | 6,60  |
| 2022 | Mistrzostwa Europy                      | Monachium | 5. miejsce        | 6,62  |
| 2023 | Halowe mistrzostwa Europy               | Stambuł   | 2. miejsce        | 6,97  |
| 2023 | I dywizja drużynowych mistrzostw Europy | Chorzów   | 2. miejsce        | 6,66  |
| 2023 | Młodzieżowe mistrzostwa Europy          | Espoo     | 1. miejsce        | 6,93  |
| 2023 | Mistrzostwa świata                      | Budapeszt | 5. miejsce        | 6,82  |
| 2024 | Halowe mistrzostwa świata               | Glasgow   | 7. miejsce        | 6,69  |
| 2024 | Mistrzostwa Europy                      | Rzym      | 2. miejsce        | 6,94  |
| 2024 | Igrzyska olimpijskie                    | Paryż     | 4. miejsce        | 6,87  |
| 2025 | Halowe mistrzostwa Europy               | Apeldoorn | 1. miejsce        | 6,94  |
| 2025 | I dywizja drużynowych mistrzostw Europy | Madryt    | 1. miejsce        | 6,92  |

## Rekordy życiowe
- bieg na 60 metrów (hala) – 7,45 (14 stycznia 2024, Ankona)
- bieg na 60 metrów przez płotki (hala) – 8,66 (11 stycznia 2020, Modena)
- bieg na 100 metrów przez płotki – 13,63 (11 maja 2019, Arezzo)
- skok w dal (stadion) – 7,06 (31 maja 2025, Palermo)
- skok w dal (hala) – 6,97 (5 marca 2023, Stambuł) rekord Włoch

## Rodzina
Pochodzi z usportowionej rodziny. Oboje rodzice byli lekkoatletami. Matka Fiona May była dwukrotną wicemistrzynią olimpijską w skok w dal, a ojciec Gianni Iapichino był mistrzem Włoch w skoku o tyczce.